# Opisthonema
Opisthonema, del griego clasico ὄπισθεν (ópisthen), "detras", y νῆμα (nêma), "hilo", es un género de peces de la familia Clupeidae, del orden Clupeiformes. Este género marino fue descrito científicamente en 1861 por Theodore Gill.

## Especies
Especies reconocidas del género:
- Opisthonema berlangai Berry & Barrett, 1963
- Opisthonema bulleri (Regan, 1904)
- Opisthonema libertate (Günther, 1867)
- Opisthonema medirastre Berry & Barrett, 1963
- Opisthonema oglinum (Lesueur, 1818)